# 劉易斯縣 (西維吉尼亞州)
劉易斯縣（英語：Lewis County）是美國西維吉尼亞州中北部的一個縣。面積1,009平方公里。根據美國2000年人口普查，共有人口16,919人。縣治韋斯頓 (Weston)。
成立於1816年12月18日。縣名紀念美國獨立戰爭軍人查爾斯·劉易斯。